# Soluzione acquosa

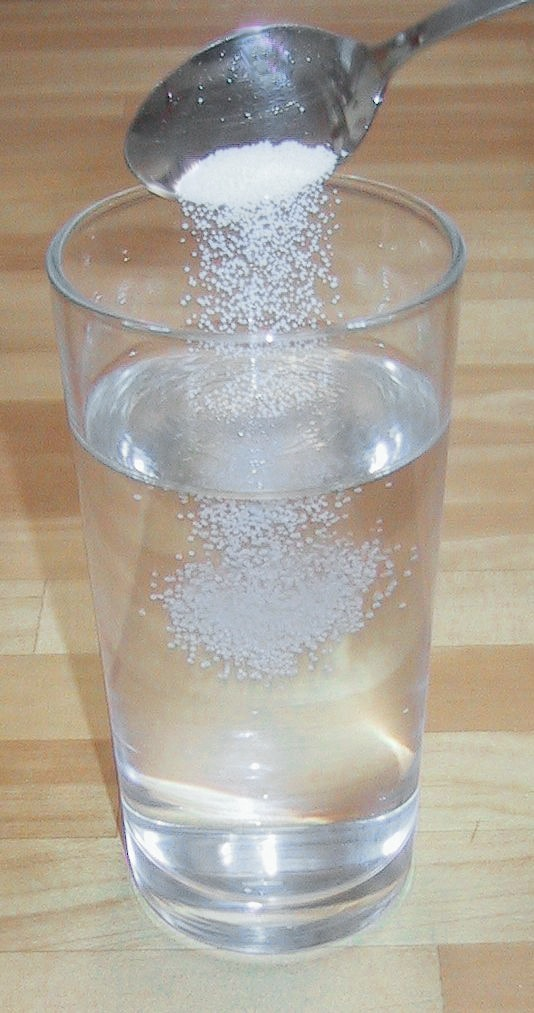
Soluzione salina preparata a partire da acqua e cloruro di sodio (sale da cucina)

Una soluzione acquosa è una soluzione nella quale il solvente è costituito da acqua. Normalmente nelle equazioni chimiche è indicata aggiungendo (aq) alla rispettiva formula chimica. Per esempio una soluzione di cloruro di sodio (NaCl) in acqua può essere scritta come Na+(aq) + Cl−(aq). La parola acquoso significa pertinente a, correlato a, simile a o dissolto in acqua.

## L'acqua come solvente
Essendo l'acqua abbondante in natura e un ottimo solvente, rappresenta un solvente estremamente comune in chimica. Sostanze che sono idrofobiche spesso non si dissolvono bene in acqua. Al contrario quelle idrofile (ad esempio il cloruro di sodio) lo fanno. Acidi e basi sono soluzioni acquose secondo la definizione di Arrhenius.
La capacità di una sostanza di dissolversi in acqua è determinata dal fatto che essa possa o meno eguagliare o superare le cariche attrattive che le molecole d'acqua generano tra di loro (legami intermolecolari). Se la sostanza manca di questa capacità, formerà un precipitato.

## Reazioni
Le reazioni che avvengono in soluzione acquosa di solito sono reazioni di metatesi, ovvero di doppia sostituzione, che avvengono quando un catione si stacca per formare un legame ionico con un altro anione. Il catione che era attaccato a quest'ultimo a sua volta si dissocia e forma un legame con l'altro anione.

## Elettroliti
Le soluzioni acquose che contengono forti elettroliti conducono corrente elettrica in modo efficiente, mentre al contrario quelle che hanno elettroliti deboli sono conduttori scarsi. Gli elettroliti forti sono sostanze che sono completamente ionizzate in acqua, mentre gli elettroliti deboli mostrano solo un minimo grado di ionizzazione. I non-elettroliti sono sostanze che si dissolvono in acqua pur mantenendo l'integrità molecolare non dissociandosi in ioni, come ad esempio lo zucchero, l'urea, il glicerolo e il metilsulfonilmetano (MSM).